# Eugenio Oñate Ibáñez de Navarra
Eugenio Oñate Ibáñez de Navarra (València, 28 de març de 1953), més conegut com a Eugenio Oñate, és un enginyer valencià que treballa en mecànica computacional. Està casat i té tres fills.

## Obres
- Oñate E., Kröplin B., Textile Composites and Inflatable Structures (Computational Methods in Applied Sciences), Springer 2005.
- Onate E., Owen R., Computational Methods in Applied Sciences, Volume 7: Computational Plasticity, Springer 2007.
- Onãte E., Structural Analysis with the Finite Element Method. Linear Statics, Volume 1: Basis and Solids (Lecture Notes on Numerical Methods in Engineering and Sciences), Springer 2009.
- Onãte E., Structural Analysis with the Finite Element Method. Linear Statics, Volume 2: Beams, Plates and Shells (Lecture Notes on Numerical Methods in Engineering and Sciences), Springer 2010.
- Cálculo de Estructuras por el Método de los Elementos Finitos. Análisis Estático Lineal (1995)
- El aura de los números (1998)
- El bucle de los números (2000), revista del CIMNE